# Bonacolsi-Kapelle
Die Bonacolsi-Kapelle ist eine Kapelle im historischen Zentrum von Mantua an der Piazza Sordella.

## Geschichte und Beschreibung
Das private Oratorium der Adelsfamilie Bonacolsi (8,85 × 3,66 m) wurde Ende des 13. Jahrhunderts auf einer als Loggia genutzten Fläche errichtet, die zwei Gebäude der civitas vetus verband, die sich seit 1281 im Besitz von Pinamonte, dem Herrscher von Mantua, befanden und von denen viele fälschlicherweise annahmen, sie befände sich im angrenzenden Torre della Gabbia. Die Bedeutung des Gebäudes ist vielleicht auf die Existenz wichtiger Prälaten in der Familie zurückzuführen: Bonaccorso und Giovanni dei Bonacolsi, Kanoniker der Basilika von Sant’Andrea, und Filippo dei Bonacolsi, Bischof von Trient und später (1303) von Mantua. Nach dem blutigen Sturz der Bonacolsi im Jahr 1328 ging der Besitz an die Gonzaga über.
Die Kapelle befindet sich in Privatbesitz und kann nicht besichtigt werden.

## Fresken
Die Fresken aus der Schule Giottos (erstes Viertel des 14. Jahrhunderts, gemalt in drei verschiedenen Phasen), die mit breiten vertikalen Bändern verziert sind und die Bonacolsi-Kapelle schmücken, wurden 1857 zufällig entdeckt. Nach der Entdeckung wurden viele Fresken abgenommen und verkauft. Diese werden in einigen Museen aufbewahrt:
- Mystische Vermählung der Heiligen Katharina, 139 × 134 cm, Sammlung Freddi, ausgestellt im Castello di San Giorgio in Mantua.[3]
- Kreuzigung, Galleria d'arte Fondazione Banca Agricola Mantovana, Mantua[4]
- Heiliger Diakon mit Dalmatik (möglicherweise der heilige Laurentius), J.F. Willumsens Museum, Frederikssund, Dänemark[5]
- Zwei Engel, 59,4 × 80 cm, Metropolitan Museum of Art, New York, USA (den Nachfolgern von Giotto zugeschrieben)[6]

Die Wände weisen jedoch noch Spuren von Malereien auf:
- Die Taufe Christi
- Jesus unter den Schriftgelehrten
- Anbetung der Heiligen Drei Könige

werden dem Modeneser Maler Serafino de’ Serafini zugeschrieben, der die Fresken in der Gonzaga-Kapelle der Kirche San Francesco in Mantua geschaffen hat.
- Hl. Petrus und Paulus
- Mystische Vermählung der Heiligen Katharina (Fragment)

Alle erhaltenen Fresken haben im Laufe der Jahrhunderte Schäden erlitten, die hauptsächlich auf das Eindringen von Regenwasser durch das Dach zurückzuführen sind.